# Herrarnas stafett i längdskidåkning vid olympiska vinterspelen 1994
Herrarnas 4 x 10 kilometer stafett i de olympiska vinterspelen 1994 hölls vid Birkebeineren Ski Stadium i Norge den 22 februari 1994.

## Medaljörer
| Spel    | Guld                                                                    | Silver                                                           | Brons                                                             |
| Stafett | Italien Maurilio De Zolt Marco Albarello Giorgio Vanzetta Silvio Fauner | Norge Sture Sivertsen Vegard Ulvang Thomas Alsgaard Bjørn Dæhlie | Finland Mika Myllylä Harri Kirvesniemi Jari Räsänen Jari Isometsä |

## Resultat
| Placering | Bib | Land                                                                         | Tid       | Skillnad |
| --------- | --- | ---------------------------------------------------------------------------- | --------- | -------- |
| 1         | 2   | Italien Maurilio De Zolt Marco Albarello Giorgio Vanzetta Silvio Fauner      | 1:41:15,0 | +0,0     |
| 2         | 1   | Norge Sture Sivertsen Vegard Ulvang Thomas Alsgaard Bjørn Dæhlie             | 1:41:15,4 | +0,4     |
| 3         | 4   | Finland Mika Myllylä Harri Kirvesniemi Jari Räsänen Jari Isometsä            | 1:42:15,6 | +1:00,6  |
| 4         | 5   | Tyskland Torald Rein Jochen Behle Peter Schlickenrieder Johann Mühlegg       | 1:44:26,7 | +3:11,7  |
| 5         | 3   | Ryssland Andrej Kirilov Aleksej Prokurorov Gennadij Lazutin Michail Botvinov | 1:44:29,2 | +3:14,2  |
| 6         | 6   | Sverige Jan Ottosson Christer Majbäck Anders Bergström Henrik Forsberg       | 1:45:22,7 | +4:07,7  |
| 7         | 9   | Schweiz Jeremias Wigger Hans Diethelm Jürg Capol Giachem Guidon              | 1:47:12,2 | +5:57,2  |
| 8         | 8   | Tjeckien Luboš Buchta Václav Korunka Jiří Teplý Pavel Benc                   | 1:47:12,6 | +5:57,6  |
| 9         | 13  | Kazakstan Nikolaj Ivanov Pavel Koroljov Andrej Nevzorov Pavel Rjabinin       | 1:47:41,3 | +6:26,3  |
| 10        | 10  | Frankrike Phillippe Sanchez Patrick Rémy Hervé Balland Stéphane Azambre      | 1:48:25,1 | +7:10,1  |
| 11        | 14  | Estland Jaak Mae Jaanus Teppan Elmo Kassin Taivo Kuus                        | 1:48:57,6 | +7:42,6  |
| 12        | 7   | Belarus Igor Obukhov Victor Kamotski Siarhej Dalidovitj Vjatjeslav Plaksunov | 1:49:23,7 | +8:08,7  |
| 13        | 12  | USA John Aalberg Benjamin Husaby Todd Boonstra Luke Bodensteiner             | 1:49:40,5 | +8:25,5  |
| 14        | 11  | Japan Hiroyuki Imai Kazutoshi Nagahama Kazunari Sasaki Masaaki Kozu          | 1:49:42,1 | +8:27,1  |